# Partit Nacional Eslovè
El Partit Nacional Eslovè (eslovè Slovenska Nacionalna Stranka, SNS) és un partit polític eslovè fundat per Zmago Jelinčič Plemeniti el 17 de març de 1991. El partit és notable pel seu euroescepticisme i no té una preferència política clara, sinó que recull el consens de diverses capes de la societat. En una entrevista l'any 2000 el líder Jelincic es va definir d'esquerra, però el 2004 el partit va votar la confiança al govern de centredreta de Janez Janša. El lema del partit és "Sense pèl a la llengua."

## Ideari
L'ideari es pot definir més com a socialista que nacionalista. Entre els punts del seu programa podem destacar:
- Regulació econòmica del mercat
- Laïcitat i oposició a l'Església Catòlica
- Desenvolupament de la investigació i educació pública
- Protecció de les minories eslovenes a Itàlia, Àustria i Hongria, alhora que proposa reclamacions territorials a Croàcia i Itàlia[1]
- Canvi de bandera i l'emblema nacional
- Sortida d'Eslovènia per la Unió Europea i l'OTAN
- Enfortiment de les relacions amb Sèrbia i altres ex-repúbliques de Iugoslàvia.
- Abolició del dret a sufragi dels roma en el govern local.[2]

Extraoficialment el partit és un defensor de la Gran Eslovènia, que és una ampliació de les fronteres nacionals amb Croàcia (Istria del Nord), Hongria (Szentgotthárd), Àustria (Estíria i Caríntia meridional) i Itàlia (províncies de Trieste i Gorizia, Eslàvia friülana i Resia).

## Resultats electorals

### Assemblea Nacional
| Any  | Líder                    | Vots    | %          | Escons  | +/– | Govern                  |
| ---- | ------------------------ | ------- | ---------- | ------- | --- | ----------------------- |
| 1992 | Zmago Jelinčič Plemeniti | 119,091 | 10.02 (#4) | 12 / 90 | 12  | Oposició                |
| 1996 | Zmago Jelinčič Plemeniti | 34,422  | 3.22 (#7)  | 4 / 90  | 8   | Oposició                |
| 2000 | Zmago Jelinčič Plemeniti | 47,214  | 4.39 (#7)  | 4 / 90  | =   | Oposició                |
| 2004 | Zmago Jelinčič Plemeniti | 60,750  | 6.27 (#6)  | 6 / 90  | 2   | Oposició                |
| 2008 | Zmago Jelinčič Plemeniti | 56,832  | 5.40 (#5)  | 5 / 90  | 1   | Oposició                |
| 2011 | Zmago Jelinčič Plemeniti | 19,786  | 1.80 (#8)  | 0 / 90  | 5   | Extraparlamentari       |
| 2014 | Zmago Jelinčič Plemeniti | 19,218  | 2.20 (#10) | 0 / 90  | =   | Extraparlamentari       |
| 2018 | Zmago Jelinčič Plemeniti | 37,182  | 4.17 (#9)  | 4 / 90  | 4   | Oposició (2018–20)      |
| 2018 | Zmago Jelinčič Plemeniti | 37,182  | 4.17 (#9)  | 4 / 90  | 4   | Suport extern (2020–22) |
| 2022 | Zmago Jelinčič Plemeniti | 17,736  | 1.49 (#14) | 0 / 90  | 4   | Extraparlamentari       |

### Presidencials
| Any  | Candidat                 | 1a volta | 1a volta | 2a volta | 2a volta | Resultat |
| Any  | Candidat                 | Vots     | %        | Vots     | %        | Resultat |
| ---- | ------------------------ | -------- | -------- | -------- | -------- | -------- |
| 2002 | Zmago Jelinčič Plemeniti | 97,178   | 8.49     |          |          | Derrota  |
| 2007 | Zmago Jelinčič Plemeniti | 188,951  | 19.16    |          |          | Derrota  |

### Parlament Europeu
| Any  | Vots   | %        | Escons | +/– |
| ---- | ------ | -------- | ------ | --- |
| 2004 | 21,883 | 5.0 (#6) | 0 / 7  |     |
| 2009 | 13,227 | 2.8 (#8) | 0 / 8  | =   |
| 2014 | 16,210 | 4.0 (#9) | 0 / 8  | =   |
| 2019 | 18,926 | 4.0 (#8) | 0 / 8  | =   |